# Andrew Ridgeley
Andrew John Ridgeley, angleški pevec, kitarist in skladatelj, * 26. januar 1963, Windlesham, Surrey, Anglija, Združeno kraljestvo.
Ridgeley je angleški skladatelj, pevec in kitarist. Bil je član glasbenega dueta Wham!.

## Zgodnje življenje
Ridgeley se je rodil v Windleshamu, Surrey, Jennifer in Albertu Ridgeleyju. Njegova mati je Britanka, njegov oče pa ima italijanske in Egipčanske korenine. Ridgeley je odraščal v Busheyju, Hertfordshire, kjer je obiskoval Bushey Meads School. Njegova mati je bila učiteljica, oče pa je delal za Canon. Ko se je George Michael vpisal v šolo, ga je Ridgeley vzel pod svoje okrilje.
Po letih sodelovanj v raznih glasbenih skupinah, sta Michael in Ridgeley leta 1981 ustanovila duet Wham!. Z doma posnetim trakom, ki sta ga posnela v Ridgeleyjevi dnevni sobi, sta prišla v stik z nekaj založbami. Kasneje sta podpisala pogodbo z založbo Innnervision Records. Po prvem izdanem albumu Fantastic, sta prekinila pogodbo z Innervision Records in podpisala pogodbo z založbo Columbia Records.

## Wham! in naprej
Duet Wham! je med letoma 1982 in 1986 užival svetovno slavo, saj je prodal več kot 25 milijonov plošč. Wham! je v ZDA debitiral na TV oddaji American Bandstand. Duet Wham! je zatem postal edini britanski izvajalec, ki je v 80. letih imel tri single na prvih mestih tako v ZDA, kot v Združenem kraljestvu.
Manager dueta, Simon Napier-Bell, je priznal, da si je leta 1984 izmislil zgodbo, da je nekdo Ridgeleyju v nočnem klubu poškodoval nos, da bi s tem spravil duet Wham! na naslovnice britanskih tabloidov. Kasneje je v medije prišla vest, da je Ridgeley imel povoje na obrazu, ker je imel plastično operacijo nosu.
Duet Wham! je imel leta 1984 v Združenem kraljestvu dva singla na 1. mestu lestvice in je s skupino Duran Duran tekmoval za največjo britansko pop skupino. Napier-Bell je oblikoval načrt, po katerem bi duet Wham! postal svetovno znan. Aprila 1985 je odpeljal duet na 10-dnevno turnejo po Kitajski. Turnejo so spremljali svetovni mediji, saj je bil duet prva zahodna pop skupina, ki je koncertirala na Kitajskem. Koncerta, ki sta ga Michael in Ridgeley izvedla v delavski telovadnici v Pekingu, se je udeležilo 15.000 ljudi.
Leta 1986 je izšel singl "The Edge of Heaven", ki je postal četrti in zadnji singl dueta, ki je v Združenem kraljestvu dosegel 1. mesto lestvice. George Michaela je začela bolj navduševati glasba, ki je bila namenjena bolj za prefinjen odrasli trg in duet Wham! se je razšel po poslovilnem koncertu "The Final", ki se je odvil 28. junija 1986 na stadionu Wembley pred 72.000 ljudmi. Andrew Ridgeley se je po razpadu dueta preselil v Monako, kjer se je preizkusil v dirkalni seriji Formula 3. Po majhnem uspehu se je Ridgeley preselil v Los Angeles, kjer je začel s pevsko in igralsko kariero, vendar se je po novem neuspehu, leta 1990 vrnil v Anglijo.
Založba CBS Records je kasneje izkoristila opcijo pogodbe dueta Wham!, ki je zadevala solo albume Michaela in Ridgeleyja in je leta 1990 izdala solo album Ridgeleyja, Son of Albert. Na albumu je kot bobnar sodeloval tudi Ridgeleyjev brat, Paul. Z albuma sta izšla singla "Shake" in "Red Dress".
Prvi singl z albuma, "Shake", je imel le zmeren uspeh. Dosegel je 13. mesto na avstralski lestvici in 58. mesto na britanski lestvici. Singl "Red Dress" se ni uvrstil na nobeno lestvico.
Ridgeleyjeva založba, CBS, je zaradi slabih kritik, neuspeha in slabe prodaje albuma, odklonila izdajo drugega albuma. Son of Albert je bil eden izmed najslabše sprejetih albumov leta 1990. V reviziji revije Rolling Stone so mu namenili le pol zvezdice.
27. januarja 1991 se je Ridgeley pridružil Georgeu Michaelu na odru, na njegovem nastopu na koncertu Rock in Rio, ki se je odvil na stadionu Maracana v Riu de Janeiru, v Braziliji. Od leta 1991 se Ridgeley ne pojavlja več v javnosti, vseeno pa je leta 2005 posnel intervju za dokumentarni film A Different Story, ki govori o življenju Georgea Michaela. Leta 1994 pa se je Ridgeley, kot studijski gost, pojavil v prvi seriji oddaje Fantasy Football League.
Čeprav se je iz aktivne glasbene kariere umaknil, Ridgeley pod številnimi psevdonimi še vedno piše glasbo. Od leta 1982 je Ridgeley, od prodaje plošč, domnevno zaslužil 10 milijonov funtov. Čeprav je bil singl "Careless Whisper" izdan kot solo skladba Georgea Michaela, je kot njen soavtor napisan tudi Ridgeley. Prodanih je bilo več kot šest milijonov izvodov singla in je 34. najbolje prodajani singl vseh časov v Združenem kraljestvu, kjer naj bi bilo prodanih več kot 1.3 milijona izvodov singla.
Leta 2005 sta Michael in Ridgeley načrtovala vrnitev dueta Wham! za koncert "Live 8", vendar je Ridgeley v zadnjem trenutku nastop odpovedal. Leta 2012 je Michael dejal, da govorice o ponovni združitvi dueta Wham! ob 30. obletnici njune prve plošče niso resnične.

## Zasebno življenje
Ridgeley živi v bližini Wadebridgeja, Cornwall, Združeno kraljestvo v obnovljenem kmečkem posestvu iz 15. stoletja skupaj s svojo partnerko Keren Woodward, članico skupine Bananarama.

## Diskografija

### Album
- Son of Albert (1990)

### Singli
| Leto                                                                | Singl       | Mesto | Mesto | Mesto | Mesto | Album         |
| Leto                                                                | Singl       | VB    | NIZ   | AUS   | ZDA   | Album         |
| ------------------------------------------------------------------- | ----------- | ----- | ----- | ----- | ----- | ------------- |
| 1990                                                                | "Shake"     | 58    | 48    | 16    | 77    | Son of Albert |
| 1990                                                                | "Red Dress" | –     | –     | –     | —     | Son of Albert |
| "—" označuje kjer singl ni bil izdan oz. se ni uvrstil na lestvico. |             |       |       |       |       |               |